# Ke'Bryan Hayes
Ke'Bryan Kobe Hayes (Tomball, 28 gennaio 1997) è un giocatore di baseball statunitense, terza base per i Pittsburgh Pirates della Major League Baseball.
Anche suo padre, Charlie Hayes, ha giocato nella MLB dal 1988 al 2001, mentre suo fratello maggiore Tyree, ha militato nella minor league.

## Carriera

### Inizi e Minor League (MiLB)
Nato a Tomball nello stato del Texas, da Charlie Hayes, ex giocatore di baseball di ruolo terza base che allora militava con i New York Yankees, Ke'Bryan frequentò la Concordia Lutheran High School nella sua città natale e successivamente firmò una lettera d'intenti per giocare a livello universitario per l'Università del Tennessee di Knoxville. Ciò tuttavia non avvenne, poiché venne selezionato nel 1º turno, come 32ª scelta assoluta del draft MLB 2015, dagli Pittsburgh Pirates, che lo assegnarono nella classe Rookie. Rimase nella categoria fino ad agosto, quando venne promosso nella classe A-breve.
Nel 2016 giocò quasi l'intera stagione nella classe A, mentre nel 2017 militò esclusivamente nella classe A-avanzata. Nel 2018 venne schierato nella Doppia-A. Iniziò la stagione 2019 nella Tripla-A, disputandovi l'intera stagione.

### Major League (MLB)
Cancellata la stagione di minor league 2020 a causa della pandemia di COVID-19, il 19 luglio, il giocatore risultò positivo al virus.
Hayes debuttò nella MLB il 1º settembre 2020, al PNC Park di Pittsburgh contro i Chicago Cubs. Schierato come terza base titolare, colpì la sua prima valida, un doppio, nel suo terzo turno di battuta nella parte bassa del sesto inning, realizzando inoltre il primo punto battuto a casa e poco dopo nello stesso inning, il primo punto. Nel suo successivo turno di battuta, nella parte bassa dell'ottavo inning, Hayes batté il suo primo fuoricampo. Concluse la stagione con 24 partite disputate nella MLB.
Nel 2021, batté un home run nel suo primo turno di battuta della stagione. Il 4 aprile, venne inserito nella lista degli infortunati per 10 giorni a causa di un problema al polso sinistro, dopo aver abbandonato la partita il giorno precedente proprio a causa dell'infortunio.
Nel novembre 2023 per la prima volta nella sua carriera ha vinto il premio Gold Glove, diventa cosi il primo Terza Base dei Pittsburgh Pirates nella storia della franchigia a ricevere un guanto d'oro.

## Palmares
- Esordiente del mese: 1

NL: settembre 2020
- Gold Glove Award: 1

NL: novembre 2023